# Meillard
Meillard é uma comuna francesa na região administrativa de Auvérnia-Ródano-Alpes, no departamento Allier. Estende-se por uma área de 25,45 km². Em 2010 a comuna tinha 334 habitantes (densidade: 13,1 hab./km²).